# Sergio Mendizábal
Sergio Mendizábal, né à Saint-Sébastien le 3 juillet 1920 et mort le 2005, est un acteur espagnol.

## Filmographie partielle
- 1956 : También hay cielo sobre el mar de José María Zabalza
- 1959 : De espaldas a la puerta de José María Forqué
- 1961 : Viridiana de Luis Buñuel
- 1962 : La Chevauchée des Outlaws de Michael Carreras
- 1963 : Le Bourreau de Luis García Berlanga
- 1965 : Et pour quelques dollars de plus de Sergio Leone
- 1966 : Le Bon, la Brute et le Truand de Sergio Leone
- 1966 : Jerry Land, chasseur d'espions de Juan de Orduña
- 1971 : Boulevard du rhum de Robert Enrico
- 1971 : Goya, l'histoire d'une solitude de Nino Quevedo
- 1974 : Un capitaine de quinze ans de Jesús Franco
- 1984 : Akelarre de Pedro Olea